# Veliki slinar (gliva)
Veliki slinar (znanstveno ime Gomphidius glutinosus) je gliva iz rodu slinarjev (Gomphidius).

## Značilnosti
Klobuk je temno vijolične, rjavkaste do sivkaste barve in ima v premeru od 3 do 12 cm. Na sredini ima izboklino, robovi pa so spodviti. Najprej je konveksen kasneje se splošči. Površina je prekrita s sluzasto in lepljivo kopreno, ki v mladosti prekriva celo gobo, kasneje pa se pretrga in pusti na betu nekaj pramenov in nerazločen obroč.
Lističi so široko razmaknjeni in potekajo po betu navzdol. Včasih so razvejani. Imajo voskasto teksturo in so rahlo kosmati zaradi mnogih cistid. Najprej so bele barve, nato posivijo in končno počrnijo zaradi trosov.
Bet je visok od 4 do 10 cm in širok do 2 cm. Je bele barve, proti zoženemu dnišču pa je rumen. Rumen del beta se z Melzerjevim reagentom obarva temno zeleno do črno.

## Razširjenost in življenjski prostor
Rastejo jeseni v iglastih gozdovih v manjših skupinah ali posamično. Veljajo za mikorizne glive, ki tvorijo simbiontsko razmerje z drevesi, vendar se pojavljajo domnevanja, da so v resnici zajedalci na specifičnih vrstah cevark, ki so ektomikorizne. Za sorodnega rožnatega slinarja (Gomphidius roseus) so na primer dokazali, da zajeda micelij prožne lupljivke (Suillus bovinus).

## Mikroskopske značilnosti
Trosni odtis je rjavo črn. Trosi so razmeroma veliki in vretenasti ter merijo 17–20 × 5,5–6 µm.

## Podobne vrste
- rožnati slinar (Gomphidius roseus) ima rdečkast klobuk in raste pod bori
- pegasti slinar (Gomphidius maculatus) je manjši, ima črnikasto lisast klobuk, na pritisnjenih mestih najprej pordeči in nato počrni

## Uporabnost
Užitna. Mnenja o primernosti te gobe za mizo se razlikujejo, nekateri viri jo zelo cenijo, drugi pa so bolj zadržani. Veliki slinar ima blag okus in je primeren za mešanje z drugimi gobami ter v juhah in enolončnicah. Ni primeren za sušenje. Sluz in kožico klobuka je priporočljivo odstraniti čim prej po obiranju. Črvi jih le redko napadejo.
Je sposoben bioakumulacije težkih elementov in sicer v koncentracijah tudi do 10000 krat večjih od ozadja. To lastnost je mogoče uporabiti za dekontaminacijo območij, onesnaženih z radioaktivnim cezijem-137.

## Galerija slik
- Ilustracija
- Lističi in bet
- Mlada goba
- Prerez
- Trosi